# Alistair King
Alistair King (1927-1962) fue un piloto de motociclismo británico, que compitió en pruebas del Campeonato del Mundo de Motociclismo desde 1957 hasta su muerte en 1961. Su mejor temporada fue en la de 1961 cuando acabó quinto en la clasificación genera de la cilindrada de 500cc. En 1954 consiguió la victoria en la categoría de Clubmans Senior TT de la isla de Man y en 1959 la de la categoría Fórmula 1 de la TT Isla de Man, aunque su esta prueba no fuera valedera para la clasificación general del Mundial. También consiguió dos victorias en la cilindrada de 350 en la clásica carrera de North West 200.

## Resultados en el Campeonato del Mundo
Sistema de puntuación desde 1950 hasta 1968:
| Posición | 1.º | 2.º | 3.º | 4.º | 5.º | 6.º |
| Puntos   | 8   | 6   | 4   | 3   | 2   | 1   |

#### Carreras por año
(Carreras en negrita indica pole position, carreras en cursiva indica vuelta rápida)
| Año  | Cat.  | Moto      | 1       | 2       | 3       | 4       | 5     | 6     | 7       | 8     | 9       | 10      | 11    | Pos. | Pts. |
| ---- | ----- | --------- | ------- | ------- | ------- | ------- | ----- | ----- | ------- | ----- | ------- | ------- | ----- | ---- | ---- |
| 1957 | 350cc | Norton    | GER -   | IOM Ret | NED -   | BEL -   | ULS - | NAT - |         |       |         |         |       | 0    | -    |
| 1957 | 500cc | Norton    | GER -   | IOM 7   | NED -   | BEL -   | ULS - | NAT - |         |       |         |         |       | 0    | -    |
| 1958 | 350cc | Norton    | IOM 6   | NED -   | BEL -   | RFA -   | SWE - | ULS - | NAT -   |       |         |         |       | 1    | 15.º |
| 1958 | 500cc | Norton    | IOM Ret | NED -   | BEL -   | RFA -   | SWE - | ULS - | NAT -   |       |         |         |       | 0    | -    |
| 1959 | 250cc | Norton    |         | IOM Ret | RFA -   | NED -   | SWE - |       | ULS -   | NAT - |         |         |       | 0    | -    |
| 1959 | 350cc | Norton    | FRA -   | IOM 3   | RFA Ret |         | SWE - |       | ULS Ret | NAT - |         |         |       | 4    | 10.º |
| 1959 | 500cc | Norton    | FRA -   | IOM 2   | RFA -   |         | NED - | BEL - | ULS 6   | NAT - |         |         |       | 7    | 7.º  |
| 1961 | 125cc | Bultaco   | ESP -   | RFA -   | FRA -   | IOM -   | NED - | BEL - | RDA -   | ULS - | NAT Ret | SWE -   | ARG - | 0    | -    |
| 1961 | 250cc | Suzuki    | ESP -   | RFA -   | FRA -   | IOM Ret | NED - | BEL - | RDA -   | ULS - | NAT -   | SWE -   | ARG - | 0    | -    |
| 1961 | 350cc | Bianchi   |         | RFA -   |         | IOM Ret | NED - |       | RDA -   | ULS 2 | NAT Ret | SWE Ret |       | 6    | 9.º  |
| 1961 | 500cc | Norton    |         | RFA -   | FRA -   | IOM 4   | NED - | BEL - | RDA -   | ULS 3 | NAT 2   | SWE Ret | ARG - | 13   | 5.º  |
| 1962 | 350cc | AJS       |         |         | IOM Ret | NED -   |       |       | ULS -   | DDR - | NAT -   | FIN -   |       | 0    | -    |
| 1962 | 500cc | Matchless |         |         | IOM Ret | NED -   | BEL - |       | ULS -   | DDR - | NAT -   | FIN -   | ARG - | 0    | -    |